# Inteligencia innata
Inteligencia Innata es un término quiropráctico para describir las propiedades de organización de los seres vivos. Fue acuñado originalmente por el magnetoterapista Daniel David Palmer, fundador de la quiropráctica. Cabe destacar que no tiene fundamento científico, junto con que la quiropráctica es alternativa, pseudocientífica.
Este concepto vitalista que toda vida contiene Inteligencia Innata (innata) y que esta fuerza es responsable por la organización, el mantenimiento y la curación del cuerpo. Filosóficamente, los quiroprácticos creen que eliminan la interferencia con el sistema nervioso (por medio de un ajuste de la columna) y que cuando la columna vertebral está en alineación correcta, la inteligencia innata puede actuar, por medio del sistema nervioso, para curar la enfermedad dentro del cuerpo. El término está íntimamente relacionado con la Inteligencia Universal.
El concepto fue presentado por los líderes de la quiropráctica como parte de la filosofía quiropráctica: la vida es un trino de la inteligencia, fuerza y materia. Los quiroprácticos modernos estudian estos principios en la universidad y estas ideas son consideradas como referentes históricos y principios de la filosofía y la disciplina quiropráctica. Los quiroprácticos - en común con el resto de profesionales de la salud - reconocen que el cuerpo tiene capacidades curativas intrínsecas. El reconocimiento de esta capacidad curativa como una inteligencia innata es exclusivo de la quiropráctica. Debido a esta construcción metafísica de la disciplina, la terminología de la Inteligencia Innata se considerado potencialmente perjudiciales para la credibilidad de la misma, puesto que se busca la aceptación de la comunidad científica.

## Historia del término
El concepto de inteligencia innata se amplió por BJ Palmer (hijo de DD Palmer) en los numerosos libros que escribió. Como corresponde a un término propio se suele escribir en mayúsculas y, en los textos quiroprácticos se suele encontrar con la abreviatura  II. Originalmente, se planteó como la ley de la vida, comparable al subconsciente o el cerebro no consciente, o lo que hace que la homeostasis. Sin embargo, poco más tarde, en 1906, el padre de la quiropráctica había convertido estos adjetivos en sustantivos, más precisamente, en nombres propios:

La naturaleza, el instinto, la mente subconsciente y la intuición son términos a menudo se utilizan para llevar a la idea de la inteligencia, pero no expresan totalmente el sentimiento.

Vol. 1 La ciencia de la quiropráctica sus principios y filosofías de BJ Palmer, DC, Ph. C. 1920

La educación, en lo que se refiere a problemas de salud o teorías religiosas, funciona de fuera a dentro. La Inteligencia Universal in la Inteligencia Innata funcionan de arriba abajo de dentro hacia afuera.

B. J. Palmer vol. 22 1949 pg. 56

La causa fundamental de toda enfermedad se encuentra entre la inteligencia innata y el cuerpo; en la interferencia en las cantidades normales y naturales del flujo entre la inteligenica innata y el cuerpo. Esta interferencia es la que genera la enfermedad ". B. J. Palmer vol. 22 1949

"Varios términos se pueden usar como sinónimos, tales como la fuerza, la energía, la energía, la electricidad, el impulso mental, la fuerza del nervio, etc, dependiendo de si nos referimos a activar el agente externo o a motivar al agente interno del cuerpo humano .

B. J. Palmer vol. 22 1949
El siguiente párrafo de BJ Palmer describe su relación con el concepto de la Inteligencia Innata (los énfasis, marcados en mayúsculas, son del texto original):

FUE EN ESTA MISMA HABITACIÓN, donde el Gran Maestro y TODA la gente de TODOS los tiempos fue Innata. FUE AQUÍ con estas personalidades retiradas con sus productos personales de uso diario, donde aprendí las verdades básicas de la Quiropráctica y como hacerme Quiropractor

Hasta ESTE periodo de MI vida, me implicaba en mis pensamientos, palabaras y obras como lo había estado haciendo. El "YO" era egoista y egotista.
Tras ESTE período de NUESTRA vida, NOSOTROS empezamos a EVOLUCIONAR como poca gente lo había hecho antes. Desde entonces, NOSOTROS, pensamos, hablamos y actuamos. Desde entonces el "YO" era humilde enla presencia de lo Innato dentro de lo cual NOSOTROS vivimos juntos

FUE ALLI, con más tiempo, EN ESTA MISMA HABITACIÓN, donde me encontré a MI mismo. NOSOTROS nos encontrmos a NOSOTROS mismos (lo Innato y yo) hasta que CADA UNO perdió su identidad singular y se convirtió en una dualidad plural, para caminar por caminos anchos y estrechos el resto de NUESTRAS vidas.

(1961, p. 163).
(Uso de Palmer de letra capital, así como su ortografía inusual de Thot fueron sus maneras de enfatizar conceptos).

## Interpretaciones Diferentes
El concepto de inteligencia innata puede tener diferentes significados para diferentes personas por lo que describe:
- Innata como sinónimo de homeostasis. Esta es considerada la interpretación más común por los quiroprácticos.
- Innata como una etiqueta para nuestra ignorancia. Es mucho lo que se sabe acerca de la fisiología humana, por lo tanto, los fenómenos inexplicables a veces se atribuyen a la Madre Naturaleza, o Vis medicatrix naturae (del latín, el poder curativo de la naturaleza).
- Innata como vitalista "explicación. Si utiliza una filosofía vitalista, innata se puede utilizar para dar un nombre a lo que crea la fuerza vital, a menudo una parte de Dios.
- Innata como premisa metafísico. Cuando se utiliza como una suposición a priori, en lugar de como un constructo hipotético.

## Uso Actual
El término inteligencia innata (a veces abreviado II) sigue siendo utilizado por algunos quiroprácticos. En el Palmer College of Chiropractic se definen los estados quiroprácticos diciendo La filosofía quiropráctica comienza con el principio de que el organismo humano tiene un poder innato para mantener su propia salud e incluye Este enfoque único de salud considera que el cuerpo tiene una la capacidad natural innata para adaptarse a los cambios en sus entornos internos y externos, y mantenerse en un estado de salud.
Del mismo modo, se incluye este término en la Life University, cuyos miembros postulan que han abrazado la idea de que los seres humanos son seres espirituales cuya vida está dirigida por leyes universales como la vitalista, la capacidad natural, innata para desarrollar, sanar y adaptarse, siempre y cuando el cuerpo se mantiene libre de interferencias.
Uno de los grupos más notables en poner énfasis en el concepto de la Inteligencia Innata es  la Fundación para el Avance de la Educación Quiropráctica (FACE). Ellos practican lo que se conoce como Straight Chiropractic objetivo, y no intentan tratar la enfermedad, sino solo corregir subluxaciones vertebrales.
En su libro sobre la filosofía, el arte y la ciencia de la quiropráctica, el quiropráctico Virgil Strang, DC,,séptimo Presidente de Palmer College of Chiropractic, presenta sus pensamientos sobre la homeostasis: